# 鼻子頭 (彰化縣)
鼻子頭，原寫為鼻仔頭，是臺灣彰化縣二水鄉的一個傳統地域名稱，位於該鄉東部。相較於今日行政區，其範圍大致包括源泉村、合興村、倡和村。

## 歷史
台灣清治末期至日治初期，鼻子頭地區為一街庄，稱為「鼻仔頭庄」，隸屬於東螺東堡。該庄北邊西段與松柏坑庄為鄰，北邊中、東段及東北邊與炭藔庄為鄰，東邊及南邊為香員腳庄，西南邊隔濁水溪與下崁庄、林內庄為界，西邊及西北邊為大坵園庄。
1901年（日治明治三十四年）11月，全台廢縣廳改設二十廳，該庄隸屬於彰化廳。1903年（明治三十六年）6月，該庄編入「二八水區」，隸屬於彰化廳。1909年（明治四十二年）10月，合併二十廳為十二廳，二八水區改隸屬於臺中廳。1920年（大正九年），該庄改制並雅化為「鼻子頭」大字，隸屬於臺中州員林郡二水庄。
戰後二水庄改制為二水鄉，隸屬於臺中縣，大字亦改制為村。1950年10月，中、彰、投分治，二水鄉改隸屬彰化縣。

## 聚落
本地區發展較早的聚落為鼻仔頭（源泉）、番仔藔，在日治期初期的官方地圖上已有記載。此外，本地區尚有水門、頂厝子、苦嶺腳、清水等聚落。

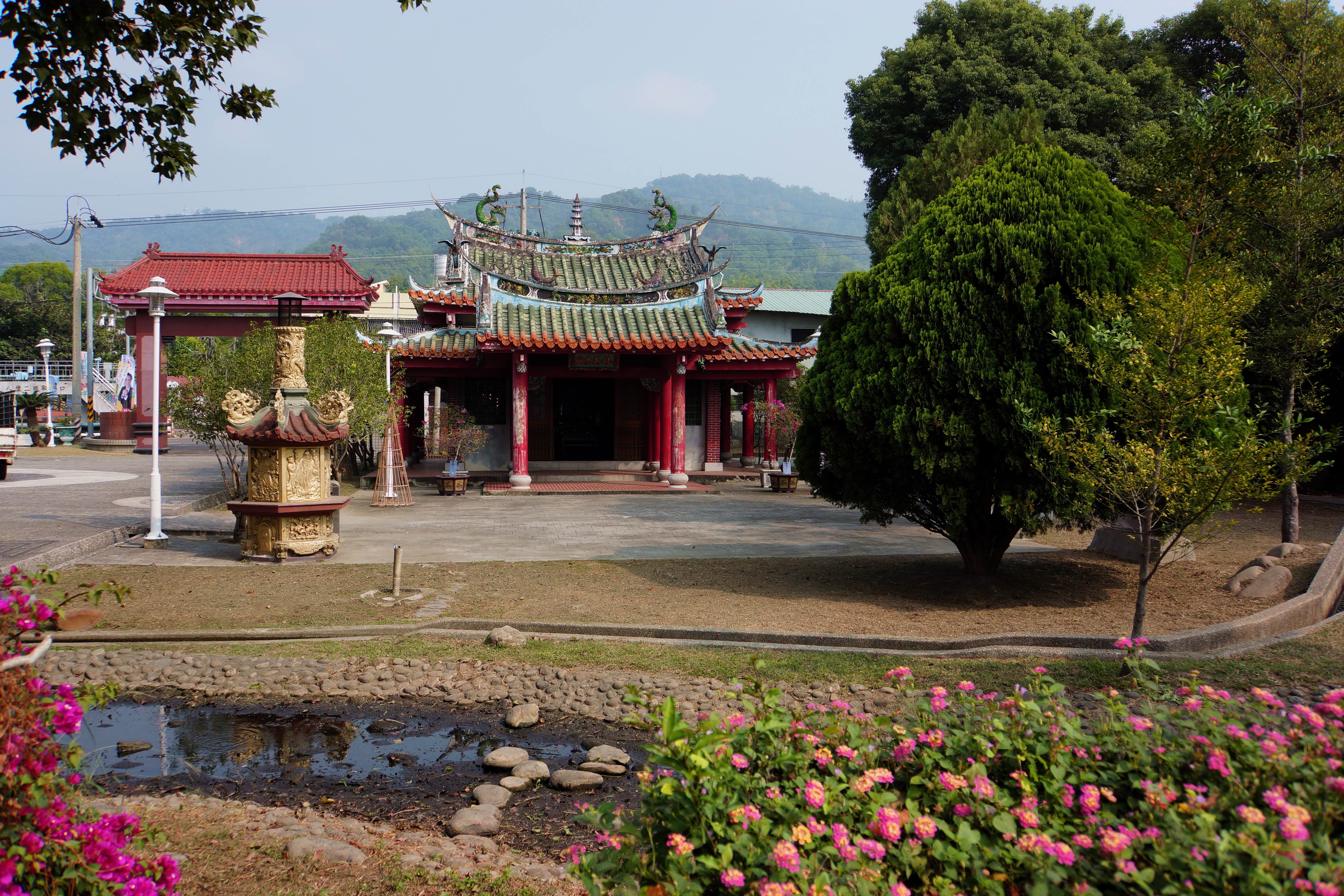
林先生廟

## 交通
台鐵縱貫線是台灣西部南北鐵路幹線，大致以西北—東南走向繞大彎轉北北東—南南西走向經過鼻子頭地區西南部。境內未設站，西北側最近的是二水車站，屬二等站，停靠部分自強號列車，及全部的莒光號、區間車、區間快車；南側最近的林內車站，屬三等站，停靠少部分莒光號、區間快車，及全部區間車。由此等車站可前往台鐵沿線各站。
台鐵集集線是二水經名間通往集集的支線鐵路，大致以西北西—東南東走向繞大彎轉西南西—東北東走向再轉西南—東北走向蜿蜒經過本地區西部、中部及東北部。境內西部設有源泉車站，僅停靠區間車。
縣道137號（員集路二段～一段）是彰化至二水源泉的道路，主要沿八卦台地西側山麓地帶而行，其東側端點位於本地區中部縣道152號（水森路、員集路一段）路口。由此向西微北轉西南再轉西微北蜿蜒而行，出境後可前往二水市區東北郊、田中、社頭、員林、大村、花壇、彰化等地。
縣道141號（南通路一段）是員林至林內的道路，大致以西北西—東南東走向與縣道152號共線由本地區西部邊界南側入境，至水森路路口繞大彎轉南南西獨行後，於本地區南部邊界西側出境。由該道路向西北西於二水市區西南側轉北獨行後經員集路四段陸橋、鐵路陸橋下後轉北北西可前往田中、社頭、員林並止於省道台1線路口，向南南西可前往林內並止於省道台3線路口。
縣道152號（南通路一段、水森路、員集路一段）是大城鄉公館至名間的道路，大致以西北西—東南東走向與縣道152號共線由本地區西部邊界南側入境，至水森路路口順向沿水森路而行，繞大彎經縱貫線鐵路高架橋下後轉東北蜿蜒而行後轉北北東，至縣道137號（員集路一段）終點路口轉東北東再轉東北蜿蜒而行，最終於本地區東北部邊界出境。由該道路向西北西於二水市區西南側轉西北獨行後轉西南西再轉西北可前往溪州、埤頭南部、竹塘、大城等地，向東北可前往名間並止於省道台3線路口。
鄉道彰114線（鼻倡路、英義路）是源泉至豐和的道路，其東北側端點位於本地區西部源泉聚落的縣道137號路口。由此向南南西經集集線鐵路平交道後轉西南蜿蜒而行，經縱貫線鐵路平交道後，順路轉東南再轉西南並止於縣道141號、縣道152號共線路口。
鄉道彰114-1線（修仁路）是修仁至源泉的道路，其東側端點位於本地區西部源泉聚落的鄉道彰114線路口。由此向西北西轉西再轉西南西出境後，經集集線鐵路平交道後轉西北西再轉西南西，經縱貫線鐵路平交道後止於縣道141號、縣道152號共線路口。
鄉道彰115線是頂厝子至溪邊的道路，其北側端點位於本地區中部源泉亭西側的縣道152號路口。由此向南南西的集集線鐵路平交道被封阻而無法通行，必須繞路始能到達另一側，續行經八堡圳橋梁後轉東南，經兩座橋梁後轉西南蜿蜒而行可前往溪邊地帶。

## 學校
- 二水國中
- 源泉國小（東南部）

## 廟宇
- 林先生廟